# L'onorata famiglia: Uccidere è cosa nostra
Pour plus de détails, voir Fiche technique et Distribution.
L'onorata famiglia: Uccidere è cosa nostra est un film de mafieux italien co-écrit et réalisé par Tonino Ricci et sorti en 1973.

## Synopsis
Deux chefs de la mafia, Don Antonio Marchesi et Don Peppino Scalise, rivalisent dans le domaine de la spéculation immobilière à Palerme. L'affrontement se termine par la victoire de Scalise, qui fait assassiner son rival. Le crime, perpétré par deux tueurs à gages de Don Peppino — Johnny De Salvo et Turi Nannisco — est assisté par le contremaître Orlando Federici, qui travaille pour le compte de Marchesi. Cependant, ce dernier est également assassiné quelque temps plus tard.
Chargé de l'enquête, le commissaire La Manna tente d'inciter la veuve de Federici à témoigner contre Don Scalise. Il n'arrive à ses fins que lorsque les tueurs à gages du chef mafieux assassinent son petit fils en guise d'avertissement. Le procès se termine toutefois par l'acquittement du mafioso et de ses tueurs à gages.
Déterminé à ne pas abandonner, La Manna entre en contact avec un criminel qui veut se venger de Don Peppino. Ce malfrat promet au commissaire, en échange d'un faux passeport, de faire des révélations importantes contre le mafioso. Mais il se fait tuer avant qu'il ne puisse tenir sa promesse. Le commissaire échappe de justesse à une tentative d'assassinat de la part de Johnny et Turi, et parvient à les tuer à la place. Le commissaire parvient finalement à arrêter Don Scalise grâce à des documents importants trouvés dans un coffre-fort appartenant au défunt Marchesi.
Mais alors qu'il s'apprête à monter dans un camion de police, le mafioso est tué par un tueur à gages inconnu de la mafia.

## Fiche technique
- Titre original italien : L'onorata famiglia: Uccidere è cosa nostra[1]
- Réalisation : Tonino Ricci
- Scenario : Tonino Ricci, Nino Scolaro, Arpad De Riso
- Photographie :	Giovanni Bergamini
- Montage : Antonietta Zita (it)
- Musique : Bruno Nicolai
- Décors : Giorgio Bertolini
- Costumes : Giorgio Bertolini
- Société de production : Flora Film, National Cinematografica
- Société de distribution : Variety (Italie)
- Pays de production :  Italie
- Langue originale : italien
- Format : Couleurs - 2,35:1 - Son mono - 35 mm
- Durée : 90 minutes
- Genre : Poliziottesco et film de gangsters
- Dates de sortie :
  - Italie : 3 mars 1973

## Distribution
- Simonetta Stefanelli : Mme Vitale
- Edmund Purdom : Giovanni Lutture
- Giancarlo Prete : Commissaire La Manna
- Richard Conte : don Antonio Marchesi
- Raymond Pellegrin : don Peppino Scalise
- Maria Fiore : Mme Federici
- Salvatore Borgese : Turi
- Aldo Barberito : Federici
- Stelio Candelli : De Salvo